# 딘 패리소
딘 패리소(영어: Dean Parisot)는 미국의 영화 감독이다. 단편 영화 《데니스 제닝스의 약속》(The Appointments of Dennis Jennings, 1988)으로 1989년 제61회 아카데미 단편 영화상을 수상하였다. 영화 대표작으로는 《뻔뻔한 딕 & 제인》(2005)과 《레드: 더 레전드》(2013)가 있다. 아버지는 브라질 태생의 첼리스트 알도 패리소이다.